# ゼイティンブルヌ駅
ゼイティンブルヌ駅（トルコ語:Zeytinburnu İstasyonu）はトルコ・イスタンブールのバクルキョイにある、イスタンブール地下鉄M1A号線とİETT（イスタンブールトラムT1号線・メトロビュス）の駅。

## 歴史
- 1994年
  - 1月31日 - イスタンブール地下鉄M1号線の駅が開業。
  - 3月10日 - トラムT1号線の駅が開業。
- 2007年9月17日 - メトロビュスの駅が開業。
- 2019年8月30日 - M1号線の深夜運転開始。しかし後にトルコでの新型コロナウイルス流行（トルコ語版、英語版）により休止となる。
- 2022年5月6日 - M1号線の深夜運転再開。土曜と日曜のみの0時30分から5時30分の間、30分おきの発着で、料金は通常の2倍[1]。この運行時間は跨線橋の面する出口が解放される[2]。

## 駅構造

### イスタンブール地下鉄
相対式ホーム2面2線の地上駅で、橋上駅舎を有する。
M1号線の駅施設はT1号線のホームと隣り合わせの位置にあり、橋上駅舎出入口はT1号線とメトロビュスを結ぶ跨線橋上にある。

#### のりば

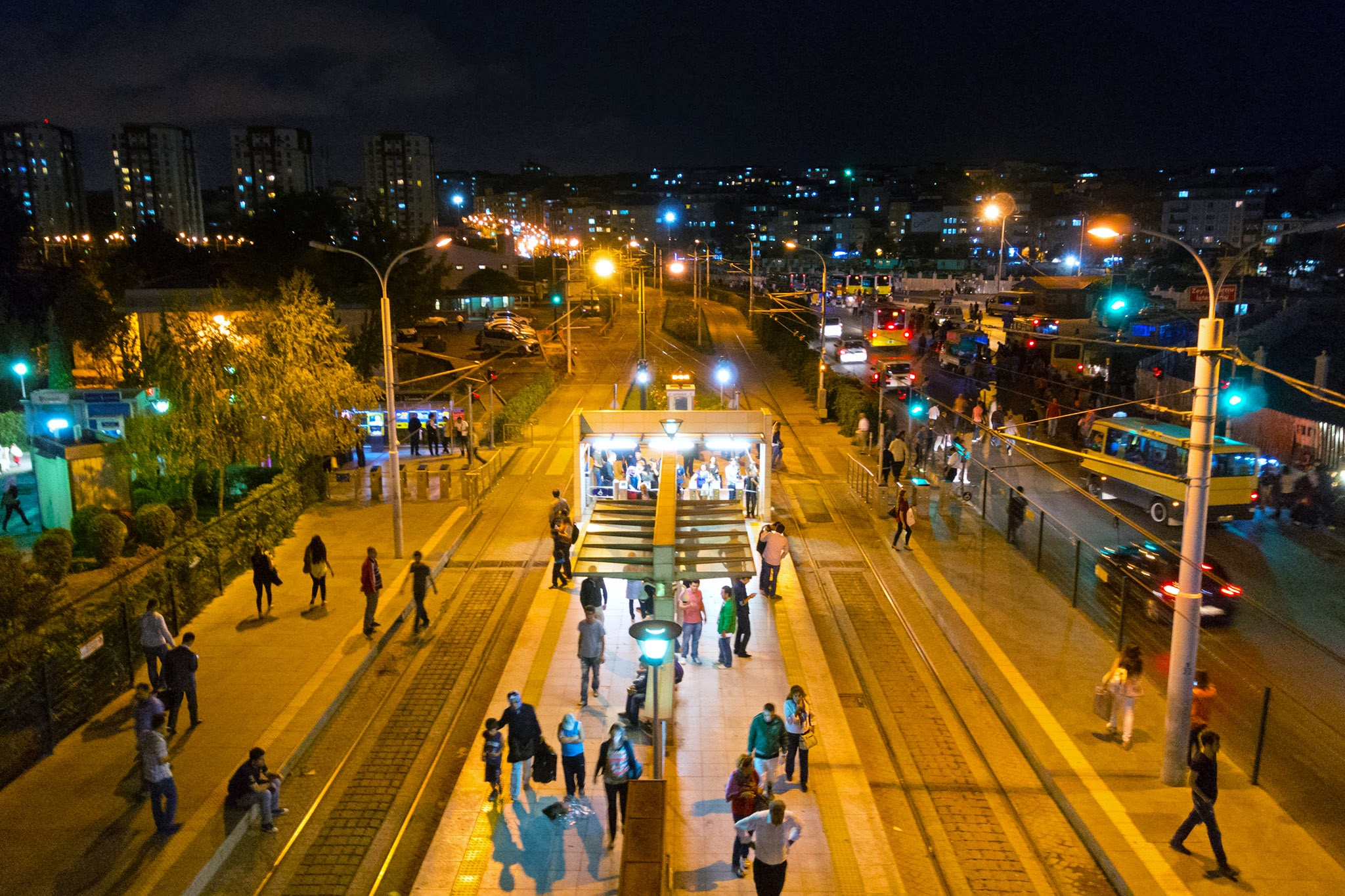
T1号線ホーム
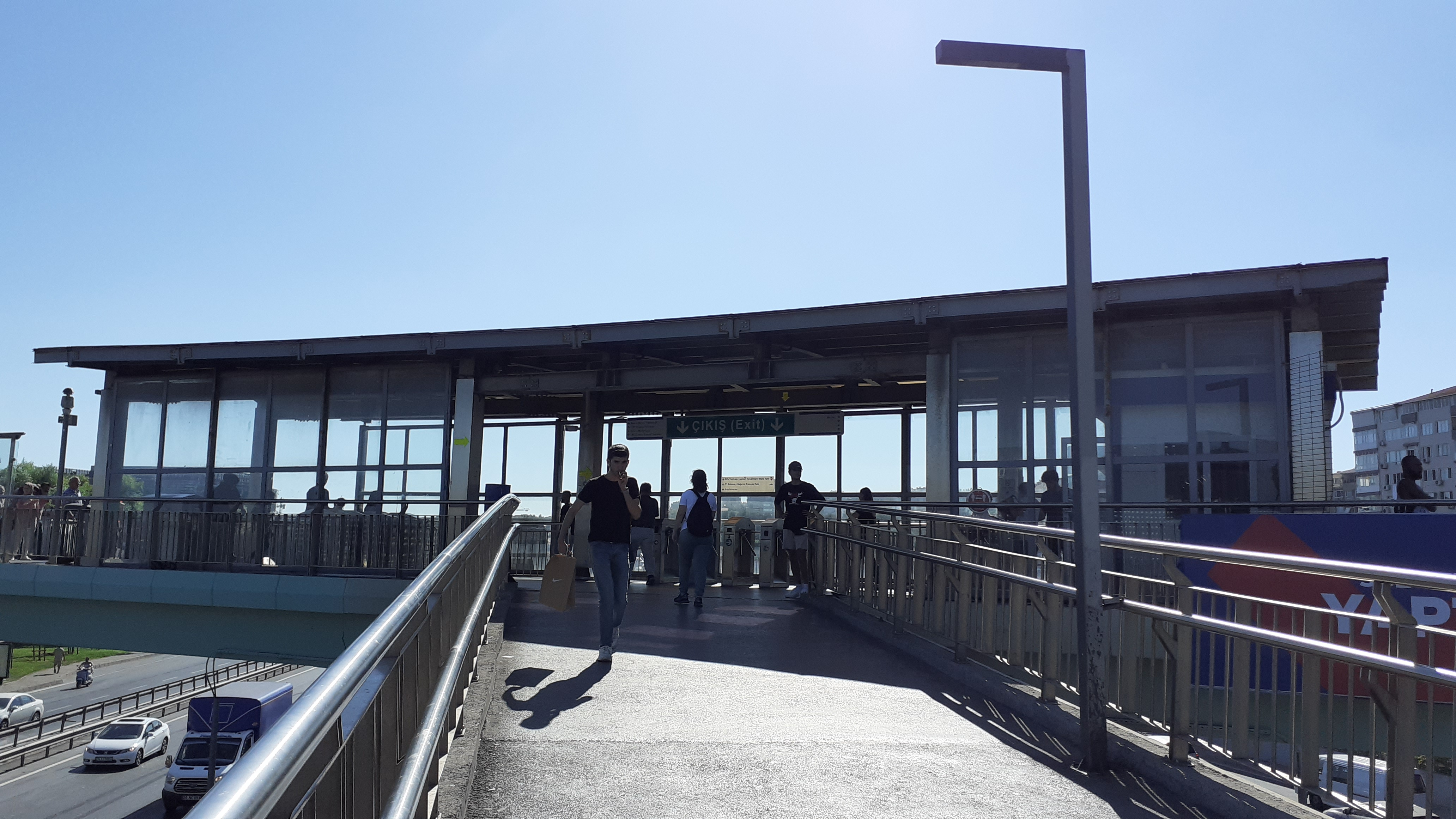
メトロビュスの駅入口
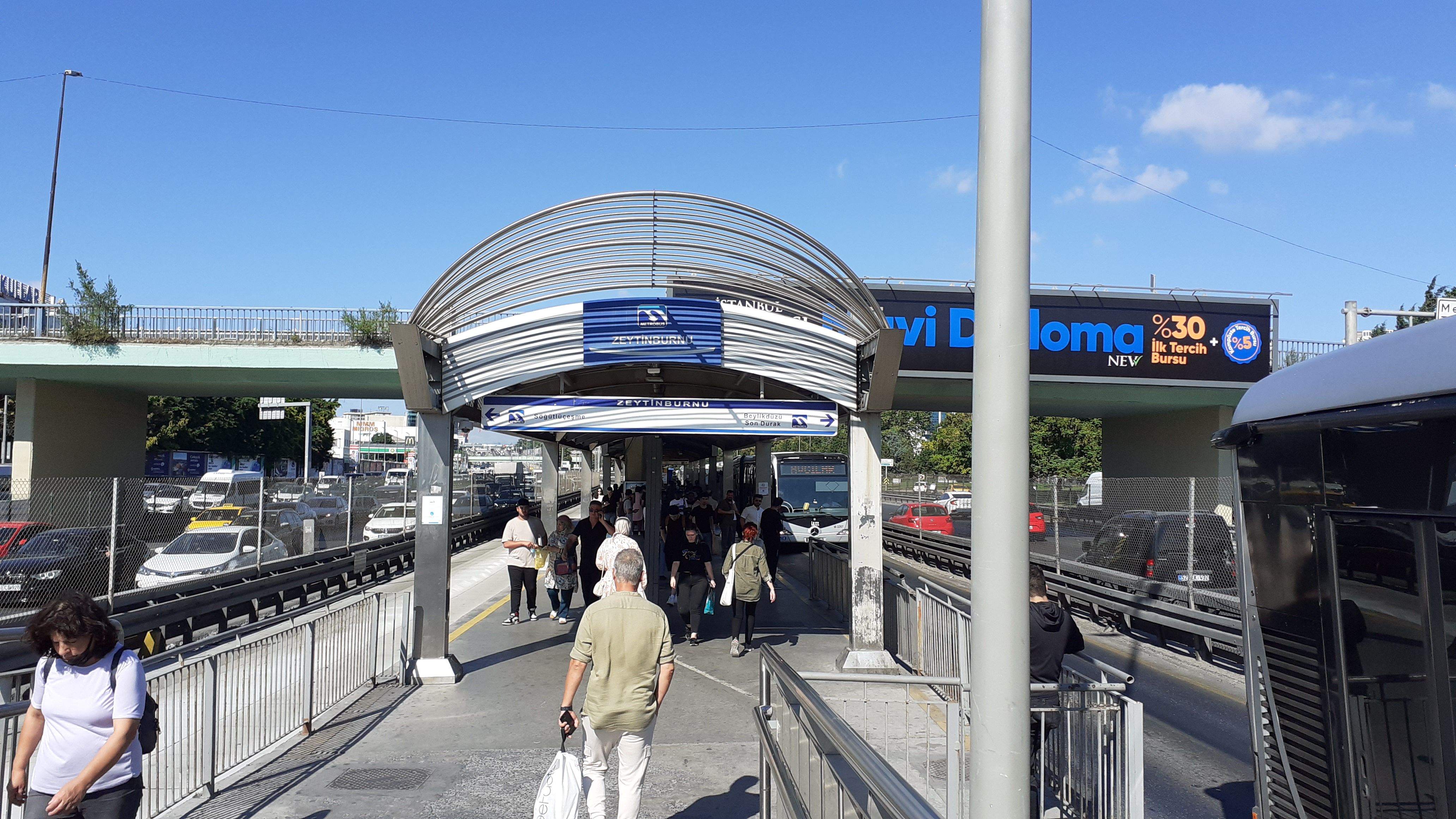
メトロビュスのホーム

| バクルギョイ＝インジルリ ↑ 1 ⇌ \| ⇌ 2 ↓ メルテル | 1 | 東行 | M1A号線 | オトガル、イェニカプ方面 |
| バクルギョイ＝インジルリ ↑ 1 ⇌ \| ⇌ 2 ↓ メルテル | 2 | 西行 | M1A号線 | アタチュルク空港方面     |

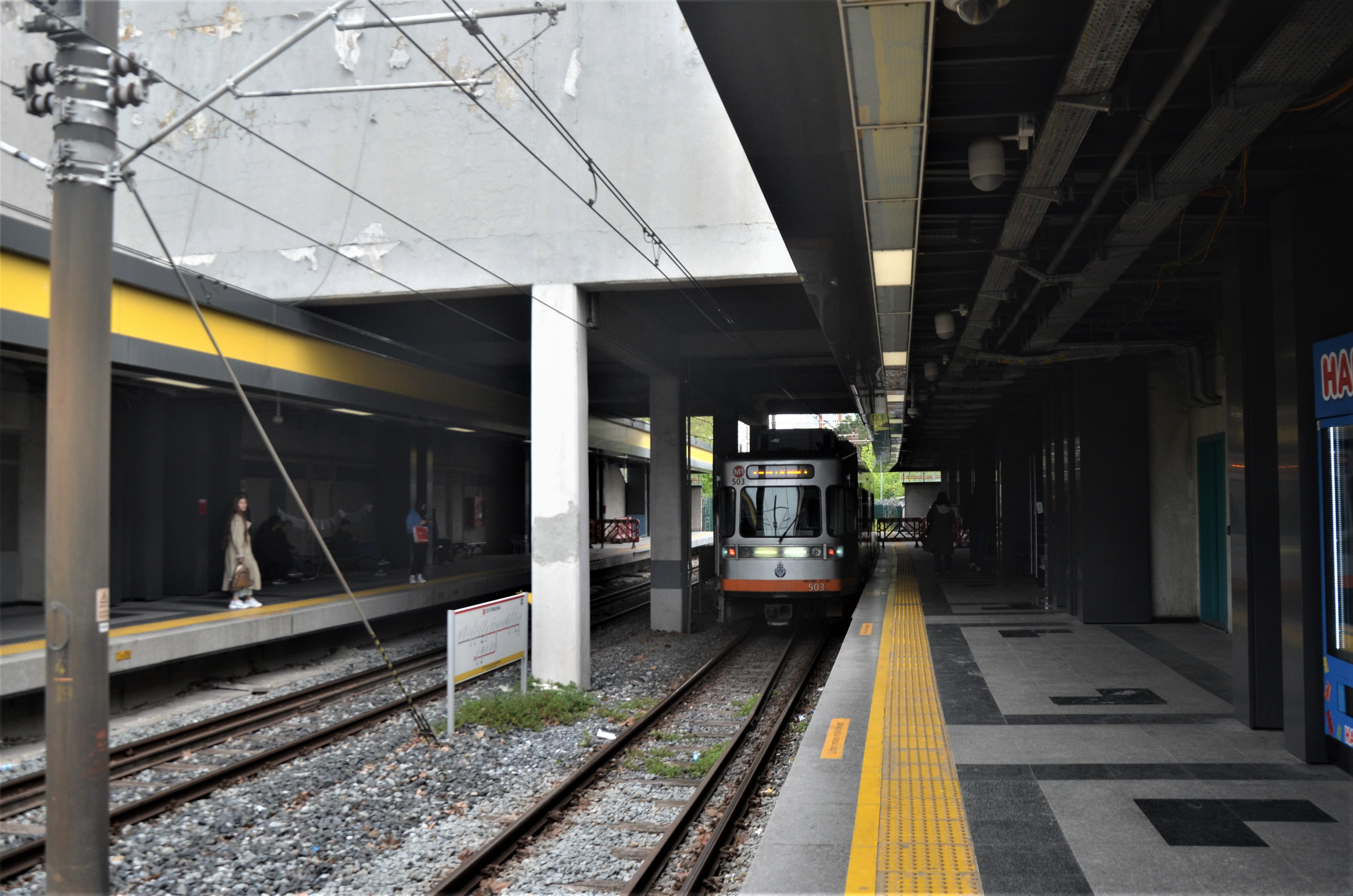
M1A号線ホーム

### İETT（トラム・メトロビュス）
T1号線とメトロビュスは150mほど離れていて、互いは跨線橋より結ばれている。
T1号線は島式ホーム1面2線を相対式ホームが挟む形の合計3面2線の地上駅。真ん中の島式ホームが乗車専用、外側の相対式ホームが後車専用に分かれている。T1号線ホームはM1号線の駅施設と隣り合わせになっている。
メトロビュスは国道D100号線の中央分離帯上にある、島式ホーム1面2線の地上駅。

#### のりば
| メフメット・アキフ ↑ 1 ← \| ← 2 3 → \| → 4 ↓ ミタッパシャ |      |              |                                                                            |
| 1                                                         | 東行 | T1号線       | 下車専用ホーム                                                             |
| 2                                                         | 東行 | T1号線       | アクサライ、エミノニュ、カバタシュ方面                                     |
| 3                                                         | 北行 | T1号線       | バグシラー方面                                                             |
| 4                                                         | 北行 | T1号線       | 下車専用ホーム                                                             |
| ↑ インジリ \| ⇌ 1 2 ⇌ \| メルテル ↓                       |      |              |                                                                            |
| 1                                                         | 西行 | メトロビュス | イスタンブール大学アウジュラルキャンパス、ベイリクドゥズ・ソンドゥラク方面 |
| 2                                                         | 東行 | メトロビュス | セビズリバー、ジンシルリクユ、ソウトリュチェシュメ方面                     |

- T1号線ホーム
- メトロビュスの駅入口
- メトロビュスのホーム

## 駅周辺
- チュルプチ市立公園
- アフメット・メルテル50周年小学校
- マルマラ・フォーラムAVM（トルコ語版）
- IBB（トルコ語版）バクルキョイサービス ビルディング

## バス路線
| イスタンブール首都圏自治体 | イスタンブール首都圏自治体                          | イスタンブール首都圏自治体   | イスタンブール首都圏自治体 |
| İETT                       | İETT                                                | İETT                         | İETT                       |
| 系統                       | ルート                                              | 終点                         | バス停名                   |
| -------------------------- | --------------------------------------------------- | ---------------------------- | -------------------------- |
| 79G                        | カヤシェヒル・マルケズ - ゼイティンブルヌ           | ゼイティンブルヌ (300211)    | Zeytinburnu Peronları      |
| 79ZB                       | フェネルテペ/バシャクシェヒル - ゼイティンブルヌ    | ゼイティンブルヌ (300211)    | Zeytinburnu Peronları      |
| 89A                        | ゼイティンブルヌ - スルタン・スレイマン研修研究病院 | ゼイティンブルヌ (300211)    | Zeytinburnu Peronları      |
| 89M                        | メフメット・アキフ地区 - ゼイティンブルヌ           | ゼイティンブルヌ (300211)    | Zeytinburnu Peronları      |
| 89S                        | ソウトリュチェシュメ - ゼイティンブルヌ             | ゼイティンブルヌ (300211)    | Zeytinburnu Peronları      |
| 93                         | ゼイティンブルヌ - エミノニュ                       | ゼイティンブルヌ (300211)    | Zeytinburnu Peronları      |
| 93C                        | ゼイティンブルヌ - ベヤズット                       | ゼイティンブルヌ (300211)    | Zeytinburnu Peronları      |
| 93M                        | ゼイティンブルヌ - メジデイェキョイ                 | ゼイティンブルヌ (300211)    | Zeytinburnu Peronları      |
| 93T                        | ゼイティンブルヌ - タクスィム                       | ゼイティンブルヌ (300211)    | Zeytinburnu Peronları      |
| 94                         | オスマニエ - ゼイティンブルヌ                       | ゼイティンブルヌ (300211)    | Zeytinburnu Peronları      |
| 97KZ                       | コジャシナン - ゼイティンブルヌ                     | ゼイティンブルヌ (300211)    | Zeytinburnu Peronları      |
| HT13                       | イェニマハレ・メトロ - ゼイティンブルヌ             | ゼイティンブルヌ (300211)    | Zeytinburnu Peronları      |
| MK97                       | チャヴシュパシャ - ゼイティンブルヌ                 | ゼイティンブルヌ (300211)    | Zeytinburnu Peronları      |
| MR10                       | ゼイティンブルヌ - カズルチェシュメ                 | ゼイティンブルヌ (300211)    | Zeytinburnu Peronları      |
| 31                         | クユムジュケント - イェニカプ                       | コジャテペ (111001 & 111002) | 国道D100号線               |
| 31E                        | クユムジュケント - エミノニュ                       | コジャテペ (111001 & 111002) | 国道D100号線               |
| 50B                        | アリベイキョイ・メトロ - バクルキョイ               | コジャテペ (111001 & 111002) | 国道D100号線               |
| 71T                        | アタキョイ - タクスィム                             | コジャテペ (111001 & 111002) | 国道D100号線               |
| 72T                        | イェシルキョイ - タクスィム                         | コジャテペ (111001 & 111002) | 国道D100号線               |
| 73                         | イェニボスナ・メトロ - タクスィム                   | コジャテペ (111001 & 111002) | 国道D100号線               |
| 73F                        | フロルヤ - タクスィム                               | コジャテペ (111001 & 111002) | 国道D100号線               |
| 76D                        | バフチェシェヒル / エセンケント - タクスィム        | コジャテペ (111001 & 111002) | 国道D100号線               |
| 82                         | イェニボスナ・メトロ - エミノニュ                   | コジャテペ (111001 & 111002) | 国道D100号線               |
| 89B                        | キュチュクチェクメジェ - アクサライ                 | コジャテペ (111001 & 111002) | 国道D100号線               |
| 89K                        | スルタン・スレイマン研修研究病院 - アクサライ       | コジャテペ (111001 & 111002) | 国道D100号線               |
| 92                         | イェニマハレ・メトロ - エミノニュ                   | コジャテペ (111001 & 111002) | 国道D100号線               |
| 94Y                        | イェシルピナル - バクルキョイ                       | コジャテペ (111001 & 111002) | 国道D100号線               |
| 97                         | 7月15日地区 - ベヤジット                            | コジャテペ (111001 & 111002) | 国道D100号線               |
| 97A                        | バスン・シテシ - エミノニュ                         | コジャテペ (111001 & 111002) | 国道D100号線               |
| 97T                        | バスン・シテシ - タクスィム                         | コジャテペ (111001 & 111002) | 国道D100号線               |

ミニバス
| イスタンブール首都圏自治体 | イスタンブール首都圏自治体      | イスタンブール首都圏自治体 | イスタンブール首都圏自治体 |
| ミニバス                   | ミニバス                        | ミニバス                   | ミニバス                   |
| 系統                       | ルート                          | 終点                       | バス停名                   |
| -------------------------- | ------------------------------- | -------------------------- | -------------------------- |
| A10                        | メルテル - イェニマハレ・メトロ | ゼイティンブルヌ           | Zeytinburnu Peronları      |
| A10                        | トプカプ - メルテル             | ゼイティンブルヌ           | Zeytinburnu Peronları      |
| A10                        | セビズリバー - メルテル         | ゼイティンブルヌ           | Zeytinburnu Peronları      |
| A72                        | メルテル - ギイムケント         | メルテル・ミニビュス       | Zeytinburnu Peronları      |

## 隣の駅
イスタンブール地下鉄
 M1A号線
メルテル駅 - ゼイティンブルヌ駅 - バクルギョイ＝インジルリ駅
IETT
 T1号線
メフメット・アキフ駅 - ゼイティンブルヌ駅 - ミタッパシャ駅
 メトロビュス
メルテル駅 - ゼイティンブルヌ駅 - インジリ駅